# La notte verde
La notte verde è un dipinto a olio su tela (71x58 cm) realizzato nel 1952 dal pittore Marc Chagall.
Il dipinto è conservato alla National gallery of Australia.
Il dipinto ritrae la città natale di Chagall, Vicebsk, in una notte innevata. Sulla sinistra della tela compare il doppio ritratto del pittore e di sua moglie Bella, con i visi colorati rispettivamente di blu e di rosso, mentre volgono lo sguardo verso il paese. Il cielo è sovrastato da un grande muso di capra verde: la figurazione prende spunto dalla tradizione ebraica, in cui la capra è il simbolo della  protezione del focolare domestico